# Cophotylus cyanescens
Cophotylus cyanescens är en insektsart som beskrevs av Boris Petrovich Uvarov 1952. Cophotylus cyanescens ingår i släktet Cophotylus och familjen gräshoppor. Inga underarter finns listade i Catalogue of Life.